# نیکولاس بلومبرگر
نیکولاس بلومبرگر (به هلندی: Nicolaas Bloembergen) (زادهٔ ۱۱ مارس ۱۹۲۰ در دوردرخت – درگذشته ۵ سپتامبر ۲۰۱۷ در آریزونا) فیزیکدان هلندی-آمریکایی و از برندگان جایزهٔ نوبل بود. در سال ۱۹۸۱ او و همراهانش، آرتور لئونارد شالو و کای مان برج سیگبان توانستند جایزهٔ نوبل فیزیک را برای کار روی طیف‌سنجی لیزر از آن خود کنند. آن‌ها توانستند ویژگی‌هایی را از ماده پیدا کنند که آگاهی از آن‌ها بدون لیزر ناممکن بود. بلومبرگر پیش از آن نیز دستگاه میزر چارلز هارد تاونز را اصلاح کرده بود. او هم‌اکنون در دانشگاه آریزونا مشغول به کار است.